# Sedico
Sedico es una localidad y comune italiana de la provincia de Belluno, región de Véneto, con 9.814 habitantes.

## Evolución demográfica
| Gráfica de evolución demográfica de Sedico entre 1861 y 2001 |
|                                                              |
| Fuente ISTAT - elaboración gráfica de Wikipedia              |